# Sebastiano Nicastro
Sebastiano Nicastro (Siracusa, 3 gennaio 1880 – Prato, 23 novembre 1923) è stato un archivista italiano.

## Biografia
Nacque a Siracusa il 3 gennaio 1880 e, dopo gli studi liceali, si laureò presso la Scuola Normale Superiore di Pisa. Nel 1903 si perfezionò in storia moderna presso l'Istituto Superiore di Firenze e subito dopo si dedicò all'insegnamento, prestando servizio, negli anni compresi tra il 1904 e il 1910, nelle scuole tecniche di Mazara del Vallo, Cortona, Reggio Emilia e Prato. Nel 1913 fu chiamato presso il Convitto Nazionale Cicognini di Prato per il riordinamento della biblioteca e dell'archivio, oltre che per la compilazione di una storia dell'istituto. Nel 1915, pur riformato a causa di una malattia articolare, si arruolò e chiese di essere inviato nella zona delle operazioni militari. Distintosi nel corso di varie operazioni sul monte Mrzli e sul Tagliamento, proposto per la medaglia d'argento, ricevette la croce di guerra al valor militare. Finita la guerra, nel 1919 istituì a Prato l'istituto tecnico che oggi porta il suo nome e fu direttore della rivista "Archivio Storico Pratese" dal 1918 al 1923. Morì di tifo il 23 novembre 1923 mentre era insegnante di storia presso il Regio Istituto Tecnico di Pisa.
Nel corso della sua attività di archivista si interessò alla storia del Risorgimento in Toscana, Umbria e Sicilia, pubblicando monografie e vari articoli su periodici.
La città di Prato gli ha intitolato una via.

## Opere
- Dal Quarantotto al Sessanta : contributo alla storia economica, sociale e politica della Sicilia nel secolo XIX, Milano, Società Editrice Dante Alighieri, 1913.
- L'Archivio di Francesco Datini in Prato, Rocca S. Casciano, Stabilimento tipografico L. Cappelli, 1914.
- Sulla storia di Prato dalle origini alla metà del secolo XIX : sei lezioni tenute nell'Università Popolare di Prato, Prato, Arti grafiche Nutini, 1916
- Una scuola formativa (Il Cicognini) : memorie di scuola e di guerra, Prato, Stab. Lito-Tipografico M. Martini, 1920.
- Dal Quarantotto al Sessanta, a cura di G. Di Costanzo, Trapani,  A. Vento, 1961.
- Sulla storia di Prato dalle origini alla metà del secolo 19°, Prato, Spe, 1971.
- Episodi, tendenze e figure della storia del Risorgimento, a cura di S. Costanza e R. Lentini, Mazara del Vallo, Istituto Euro Arabo di Studi Superiori, 2006.